# 貝里爾山
貝里爾山（俄文：Берилл）是俄羅斯的高山，位於哈巴羅夫斯克邊疆區內，屬於孫塔爾哈亞塔山脈的一部分，峰頂海拔高度2,933米，是哈巴羅夫斯克邊疆區的最高點。